# Fleet controlling
Fleet Controlling je platforma telematických systémů  pro motorová vozidla a mobilní stroje, která poskytuje následující služby:
- Sběr a odesílání informací o provozu a dalších parametrech vozu nebo stroje (poloha, aktivita, personál, palivo, minulé/aktuální/budoucí úkoly, provozní parametry atd.).
- Přijímání informací informační jednotkou ve voze nebo stroji (naplánované trasy, úkoly, textové zprávy, technologické příkazy pro informační jednotku).
- Příjem, zpracování, analýzy a výstupy z informací v datovém centru (poplachové zprávy, různé reporty a hodnocení, plánování a optimalizace činností – úkolů a tras, datové operace).
- Odesílání informací na informační jednotku (technologické příkazy, textová komunikace, naplánované trasy a úkoly).

Druh získávaných dat, datová výměna a služby poskytované informačními systémy založenými na platformě Fleet Controlling zařazují tuto platformu do skupiny tzv. LBS řešení (Location-based Service; prostorově-kontextové služby). LBS aplikace zpracovávají geografické polohy informačních jednotek, přičemž poskytují přidanou hodnotu ve formě dalších služeb nad základní lokační informací. Tyto informace mohou být v reálném čase odesílány skrz mobilní připojení do datového centra, kde s nimi mohou pověření pracovníci ihned pracovat. Pro přenos se využívá některého ze standardních přenosových kanálů (většinou GPRS), nebo záložních kanálů, např. vysokofrekvenční rádiové vlny (zejm. pro případy odcizení, kdy dochází k rušení GPRS).

## Přínosy platformy
U informačních řešení, založených na platformě Fleet Controlling, je základem informace o poloze vozu/stroje, stejně jako je tomu u Fleet managementu, a novými přidanými službami mohou být obecně:
- Textová komunikace datového centra s informační jednotkou ve voze/stroji.
- Optimalizace tras, nasazení personálu, rozmístění informačních jednotek (tedy vozů a strojů) na úrovni celé flotily.
- Snímání dat a provozních parametrů ze sběrnic vozidla/stroje (Controller Area Network, Functional Movement Screen).
- Automatické informování datového centra (dispečinku) o nestandardních situacích informační jednotky (opuštění vymezené zóny – zaměřování polohy, skokové úbytky paliva, zpoždění atd.).
- Propojení s dalšími informačními systémy v datovém centru.
- Napojení dalších senzorů vozidla/stroje k informační jednotce.[1]

V současnosti[kdy?] telematické systémy ve vozech/strojích uskutečňují datovou výměnu prostřednictvím technologie GPRS nebo satelitem, poloha vozu je zjišťována pomocí GPS.

## Vývoj
První zmínka o platformě Fleet Controlling se spojuje s mezinárodním veletrhem Transport Logistik v Mnichově, kde byla v roce 2007 tato platforma uvedena. Platforma Fleet Controlling se vyvinula z předchozí generace telematických systémů pro vozidla a mobilní stroje (Fleet Management), a to využitím nové generace hardware, větší provázaností s dalšími systémy (ve vozech i v datovém centru) a poskytováním vyšší úrovně funkcionality na všech úrovních.